# 30090 Grossano
30090 Grossano este o planetă minoră (asteroid), cu un diametru de 5,39 km, din centura de asteroizi. A fost descoperită pe 11 martie 2000 la Stația Anderson Mesa de Lowell Observatory Near-Earth-Object Search și a fost numită după Geoffrey Rossano⁠(d). 
Obiectul prezintă o orbită caracterizată de o semiaxă mare de 2,5842031 UAi, o excentricitate de 0,1857813, o înclinație de 3,64075 ° în raport cu ecliptica.